# Efail Isaf
Efail Isaf är en by i Rhondda Cynon Taf i Wales. Byn är belägen 12,7 km 
från Cardiff. Orten har 1 230 invånare (2016).